# Monomorium fraterculum
Monomorium fraterculum är en myrart som beskrevs av Santschi 1919. Monomorium fraterculum ingår i släktet Monomorium och familjen myror.

## Underarter
Arten delas in i följande underarter:
- M. f. barretti
- M. f. fraterculum